# Жаке, Рене-Жан
Рене́-Жан Жаке́ (фр. René-Jean Jacquet; 27 июня 1933, Бордо, Франция — 21 июля 1993, Реймс) — французский футбольный вратарь. Наиболее известен по выступлениям за клуб «Реймс», с которым становился чемпионом Франции и играл в финале Кубка европейских чемпионов.

## Игровая карьера
Жаке начинал карьеру в клубе «Бордо», где был одним из сменщиков основного вратаря Пьера Бернара. В концовке сезона 1953/1954 он получил возможность сыграть пять матчей в чемпионате Франции, но в следующем сезоне ни разу не вышел на поле.
В 1955 году 22-летний Жаке перешёл в «Реймс», куда его взяли в качестве резервного вратаря. Основным же вратарём команды был опытный Поль Синибальди, неизменно занимавший место в воротах на протяжении 250 матчей. Однако в сезоне 1955/1956 Синибальди получил несколько травм и растерял форму, из-за чего тренеру Альберу Баттё пришлось сделать ставку на молодых вратарей — Рене-Жана Жаке и Марселя Дантеми. Жаке выиграл конкуренцию и стал основным вратарём «Реймса». В двух полуфинальных матчах Кубка европейских чемпионов против шотландского «Хиберниана» он сумел сохранить свои ворота в неприкосновенности, за что получил высокие оценки как во французской, так и в шотландской прессе. Жаке защищал ворота «Реймса» и в финальном матче против мадридского «Реала», в котором его клуб потерпел поражение со счётом 3:4.
В сезоне 1956/1957 Жаке оставался основным вратарём «Реймса», но затем проиграл конкуренцию пришедшему в команду в 1957 году Доминику Колонне. Ещё четыре сезона он был дублёром Колонны и редко получал возможность выйти на поле. Всего за шесть лет, проведённых в «Реймсе», Жаке сыграл 92 матча. В 1961 году он перешёл в «Лилль» и два сезона играл вместе с этим клубом во втором дивизионе Франции, после чего завершил карьеру.
Всего Жаке провёл 81 матч в первом дивизионе чемпионата Франции и забил один гол, в 1956 году против «Расинга».

## Достижения
- Чемпион Франции: 1957/1958, 1959/1960[7]
- Обладатель Кубка Франции: 1958[7]
- Финалист Кубка европейских чемпионов: 1955/1956[8]